# Виньетирование
Виньети́рование (фр. vignette — заставка) — явление частичного ограничения (затемнения) наклонных пучков света оправой или диафрагмами оптической системы. Результатом является снижение яркости изображения к краям поля зрения системы. В фотографических, киносъёмочных, телевизионных и проекционных объективах это проявляется в виде повышенной яркости центральной части кадра по отношению к его углам.
Виньетирование — ослабление проходящего под углом по отношению к оптической оси потока лучей в оптической системе. Приводит к постепенному падению яркости изображения от центра к краям, соответственно больше всего заметно по углам кадра. Термин применяется и к затемнению части изображения из-за различных преград на пути света.
Коэффициент виньетирования — величина, количественно характеризующая падение освещённости изображения, создаваемого оптической системой. Равен отношению величин телесных углов или площадей поперечных сечений пучков света, образующих изображения точек на краю поля изображения и в центре.
Существующие методы цифровой обработки изображений позволяют частично компенсировать виньетирование.
В лазерных оптических системах виньетирование, как правило, приводит к уменьшению мощности, изменению формы и сечения пучка, а также может вызывать дифракционное рассеяние на виньетирующих апертурах.

## Виньетирование в фотографии
Виньетирование в наибольшей степени проявляется в широкоугольных объективах, телеобъективах, а также в оптике с большой светосилой. При уменьшении относительного отверстия (диафрагмы) в оптической системе эффект виньетирования снижается или пропадает вовсе.
На широкоугольных объективах виньетирование может появляться в случае использования светофильтров, поэтому для широкоугольных линз рекомендуется покупать фильтры с тонкой оправой.
Нежелательное виньетирование можно частично или полностью убрать при редактировании фотографий или же автоматически. Например, в камерах Canon для этого есть функция коррекции периферийного освещения. Виньетирование, образовавшееся из-за фильтра или использования объективов, предназначенных для камер с меньшим размером кадра, на малоформатных фотоаппаратах убрать не получится.
Очень часто виньетирование используют в художественных целях.

## Виньетирование как художественный приём
В век развития цифровой техники, когда обработка изображений посредством компьютерных программ доступна многим, виньетирование как художественный приём становится достаточно популярным явлением. Любой творчески настроенный фотохудожник либо экспериментировал с этим приёмом, либо использовал его в своих работах.
Затемнение или осветление краёв кадра несёт определенную художественную нагрузку: искусственным образом отвлекает зрителя от несущественных деталей, фокусируя его внимание на нужных объектах фотоснимка, создавая изобразительный акцент.
Изобразительный акцент с помощью виньетирования легко смещается с второстепенных предметов на сцену, которую художник желает выделить, подчеркнуть и привлечь тем самым внимание зрителей к той или иной сцене.
Фотохудожник может использовать виньетирование для достижения своего творческого замысла, расставляя световые акценты на нужных ему деталях, предметах или героях в кадре. Особенностью приёма является то, что он сравнительно прост в применении, но при этом достаточно эффективен в достижении выразительности.
Стоит отметить, что если общепринятым понятием виньетирование признано считать затемнение кадра по краям, то в художественном приёме виньетирования можно не только затемнять края кадра, но и осветлять (в плёночной фотографии применяли виньетирование при печати снимков с негатива), а также выборочно на поле кадра менять освещённость отдельно взятых деталей.
Однако наличие виньетирования не всегда означает, что фотограф использовал его умышленно, как художественный приём. Например, ломография — отдельное течение в фотографии, где виньетирование является общепринятым, и является следствием использования дешёвой фототехники, с плохими оптическими характеристиками.

### Происхождение приёма
Впервые в 1751 году виньетка в искусстве оформления была использована для украшения страниц книги. Она представляла собой усики виноградной лозы вокруг границ страницы, чтобы ещё более выделить текст этой книги. Само слово «виньетка» происходит от слова, означающего «виноградная лоза». Спустя почти век, мода на виньетки пришла и в фотографию. С помощью определённых манипуляций со светом, выделялся основной элемент фото. В плёночной фотографии виньетирование превратилось в один из художественных приёмов. Этот приём был призван сконцентрировать внимание зрителя на основном объекте съёмки путём затемнения краёв кадра.
Фотографическое искусство практически моментально захватило весь мир. В обществе начала XX века стало хорошим тоном иметь фотографии как память о различных важных событиях — свадьба, день рождения, выпускной вечер гимназий и институтов. Изначально это были обычные снимки со стоящими на фоне учебного заведения гимназистами-выпускниками вместе с их преподавателями. Так как сложно было разобрать на общем фото — кто есть кто, ближе к середине XX века в школьную фотографию приходит мода на виньетирование, то есть выделение именно лиц людей. Для этого делалась общая крупная фотография выпускников, рассаженных так, чтобы было хорошо видно лицо каждого из них. Затем на это фото во время его экспонирования между объективом фотоувеличителя и фотобумагой помещалась маска, уменьшавшая количество света там, где нужно было сделать тёмный фон. Таким образом, получались как бы отдельно изображенные люди. Делом это было не простым, и подобные фото могли делать качественно только большие мастера фотоискусства. Немного позже научились фото подписывать.
С изобретением цифровых фотоаппаратов и специальных компьютерных программ, виньетирование стало не таким сложным делом, как ранее. К стандартному выделению лиц людей добавились различные надписи и украшения. Стали создаваться специальные шаблоны, которые можно скачать из Интернета. Многие фотографы стали использовать их для своих работ. Теперь людей можно было фотографировать по отдельности каждого, что облегчало фокусировку и настройку света, а также дальнейшую обработку фотографий для создания общей. Сегодня виньетка для фото представляет собой фотоколлаж — сборку нескольких фотографий на цветном фоне, украшенном различными картинками. А для хранения школьных виньеток и памятных фото можно использовать специальные папки и планшеты.